# 嵯峨理久
嵯峨 理久（さが りく、1998年5月27日 - ）は、青森県上北郡おいらせ町出身のプロサッカー選手。Jリーグ・ファジアーノ岡山所属。ポジションはミッドフィールダー（MF）、ディフェンダー（DF）。

## 経歴
青森山田高校時代に高円宮杯U-18サッカーリーグ2016、第95回全国高等学校サッカー選手権大会に出場し、青森山田が2冠達成した時のメンバーだった。その後仙台大学に進学し、2021年に当時JFLのいわきFCに加入した。
2021年より仙台大学からいわきFCに入団した。また、2021年は32試合全てに出場し、8得点をあげてこの年のJFLベストイレブンと新人賞を獲得して、いわきFCのJFL初優勝とJ3昇格の立役者となった。
いわきのJ3初戦となった鹿児島ユナイテッドFC戦で自身とクラブのJ初ゴールを果たした。この年もリーグ戦34試合全てに出場し、5得点を獲得していわきのJ3優勝とJ2昇格に貢献し、J3ベストイレブンにも選出された。
2024年7月、ファジアーノ岡山に完全移籍。

## 人物
2024年1月1日に結婚。

## 所属クラブ
- 天王SS（潟上市立天王小学校）[9][10]（主将）[11]
- ヴァンラーレ八戸U-12（おいらせ町立木ノ下小学校）[9]
- ウインズFC（おいらせ町立木ノ下中学校）[9]
- 青森山田高校
- 仙台大学
- 2021年 - 2024年7月  いわきFC
- 2024年7月 -  ファジアーノ岡山

## 個人成績
| 国内大会個人成績 | 国内大会個人成績 | 国内大会個人成績 | 国内大会個人成績 | 国内大会個人成績             | 国内大会個人成績 | 国内大会個人成績 | 国内大会個人成績 | 国内大会個人成績 | 国内大会個人成績 | 国内大会個人成績 | 国内大会個人成績 |
| 年度             | クラブ           | 背番号           | リーグ           | リーグ戦                     | リーグ戦         | リーグ杯         | リーグ杯         | オープン杯       | オープン杯       | 期間通算         | 期間通算         |
| 年度             | クラブ           | 背番号           | リーグ           | 出場                         | 得点             | 出場             | 得点             | 出場             | 得点             | 出場             | 得点             |
| 日本             | 日本             | 日本             | 日本             | リーグ戦                     | リーグ戦         | リーグ杯         | リーグ杯         | 天皇杯           | 天皇杯           | 期間通算         | 期間通算         |
| ---------------- | ---------------- | ---------------- | ---------------- | ---------------------------- | ---------------- | ---------------- | ---------------- | ---------------- | ---------------- | ---------------- | ---------------- |
| 2019             | 仙台大           | 8                | -                | -                            | -                | -                | -                | 2                | 1                | 2                | 1                |
| 2021             | いわき           | 2                | JFL              | 32                           | 8                | -                | -                | 1                | 0                | 33               | 8                |
| 2022             | いわき           | 2                | J3               | 34                           | 5                | -                | -                | -                | -                | 34               | 5                |
| 2023             | いわき           | 8                | J2               | 20                           | 1                | -                | -                | 0                | 0                | 20               | 1                |
| 2024             | いわき           | 8                | J2               | 6                            | 0                | 1                | 0                | 0                | 0                | 7                | 0                |
| 2024             | 岡山             | 23               | J2               | 6                            | 0                | -                | -                | -                | -                | 6                | 0                |
| 2025             | 岡山             | 23               | J1               |                              |                  |                  |                  |                  |                  |                  |                  |
| 通算             | 日本             | 日本             | J1               | \|\|\|\|\|\|\|\|\|\|\|\|\|\| |                  |                  |                  |                  |                  |                  |                  |
| 通算             | 日本             | 日本             | J2               | 32                           | 1                | 1                | 0                | 0                | 0                | 33               | 1                |
| 通算             | 日本             | 日本             | J3               | 34                           | 5                | -                | -                | -                | -                | 34               | 5                |
| 通算             | 日本             | 日本             | JFL              | 32                           | 8                | -                | -                | 1                | 0                | 33               | 8                |
| 通算             | 日本             | 日本             | 他               | -                            | -                | -                | -                | 2                | 1                | 2                | 1                |
| 総通算           | 総通算           | 総通算           | 総通算           | 98                           | 14               | 1                | 0                | 3                | 1                | 102              | 15               |

出場歴
- Jリーグ初出場：2022年3月13日 J3第1節 鹿児島ユナイテッドFC戦(白波スタジアム)
- Jリーグ初得点：同上

## タイトル

### クラブ
青森山田高校
- 高円宮杯U-18サッカーリーグ（2016年）
- 全国高校サッカー選手権大会（2016年）

いわきFC
- 日本フットボールリーグ（2021年）
- 福島民報杯・NHK杯福島県サッカー選手権大会（2021年）
- 明治安田生命J3リーグ（2022年）

### 個人
- JFLベストイレブン、新人王（2021年）
- J3リーグ・ベストイレブン（2022年）
- JPFAアワード（J3）・ベストイレブン：1回（2022年）

## 代表歴
- 2013年 - U-15日本代表候補[12]

## 人物・エピソード
- 天王小1年の時、野球かサッカーか迷ったが、野球に学年指定があって入団出来なかったため、サッカーの道に進んだ[13]。